# Baja
Baja (latinul: Francovilla; németül: Frankenstadt) megyei jogú város Magyarország déli részén, a Duna bal partján. Bács-Kiskun vármegye második legnagyobb települése, a Bajai járás központja. Jelentős kikötőváros és közlekedési csomópont. Gazdasági, kulturális, oktatási központ

## Fekvése
Budapesttől 160 kilométerre délre a Duna bal parti oldalán, a Mohácsi-szigettel szemben helyezkedik el. Három kistáj, a Sárköz, a Bugaci-homokhát és a Bácskai-síkvidék találkozásánál épült. Hazánkban a legfontosabb déli átkelőhely a Dunán.
A Duna bal oldali mellékága a Sugovica (más néven Kamarás-Duna), amelynek keleti partján Baja belvárosa, nyugati partján pedig a kedvelt üdülőterület, a Petőfi-sziget fekszik; a kettőt híd köti össze. A Sugovica déli végén indul a Ferenc-csatorna.
A szomszédos települések: észak felől Érsekcsanád, kelet felől Csávoly és Felsőszentiván, délkelet felől Bácsbokod, dél felől Vaskút és Bátmonostor, dél-délnyugat felől Szeremle, délnyugat felől Báta, nyugat felől pedig Pörböly; utóbbi kettő már a Duna túlsó partján fekszik.

## Története
A város mai területe már az őskorban lakott hely volt, és a vaskort leszámítva folyamatosan az is maradt; a régészeti feltárások újkőkorszaki, bronzkori és népvándorláskori (szarmata) leleteket találtak. A 6. századtól avarok lakták a területet. A honfoglalás után fontos folyami átkelőhellyé vált.
1260-ban szerzetesek irataiban és az 1400-ban megjelent pisai emlékkönyvben Francovilla néven említik a települést.
Első írásos említése 1323-ból származik. Neve török eredetű lehet; valószínűleg első birtokosáról, Bajáról kapta. A közismert „bika” jelentés kevéssé valószínű, mivel az ótörökben buka, és egyetlen török nyelvben sincs palatális változata. Az ótörökben csak a bay szótő rengeteg jelentésének valamelyike jöhet szóba. Legkorábbi ismert birtokosa a Bajai család volt, majd 1474-ben Mátyás király a Czobor családnak adományozta.
Baja a török hódoltság alatt a Bajai nahije központja, az időszakban jelentős erődítmény és kikötő volt, több száz házzal, mecsettel és fürdővel. A 16. század végi török adóösszeírások szerint 18–22 adózó ház volt a városban. A török idők végére azonban a település elnéptelenedett. Baján 1686–1690 között a török elől menekülő bosnyákok telepedtek le. A város népessége a 17. században a horvát (bunyevác, sokác) és szerb, majd a 18. században a német (sváb) és magyar betelepülőknek köszönhetően emelkedett meg ismét.
A város a török uralom alól Buda visszavétele után szabadult fel, és kincstári tulajdonba került. A török elleni háborúkban fontos szerepet játszott, különösen az utánpótlás biztosítása révén, ezért 1696. december 24-én I. Lipót császár mezővárosi rangot adott neki. (Címere ezen dátum miatt ábrázolja a bibliai Ádámot és Évát, hiszen december 24-én van mindkét név névnapja.) Az ezzel járó jogokat III. Károly 1714-ben megerősítette. Később újra földesúri tulajdonba került: birtokosa 1727–1741 között a Czobor család volt, majd a zálogba csapott uradalom – a Czobor család kihalása után – 1750-től Grassalkovich Antal tulajdonába került. Baja végül 1858-ban váltotta meg magát Zichy Ferraris Félixtől, majd 1862-ben 722 ezer forintért megvette Zichy Ferraristól a bajai uradalmat és a Grassalkovich-kastélyt, amiből városháza lett.
Baját pestisjárvány (1739), árvíz (1751) és tűzvész (1840) pusztította. Ennek ellenére a 18–19. században a vízi szállítás révén az Alföld egyik legjelentősebb kereskedelmi központjává vált, így gazdasági és kulturális téren is a környék központjává fejlődött. 1828-ban kezdték kövezni az utcákat, aminek folytán a város 1830-ban kövezetvámszedési jogot kapott, 1833-tól pedig – megszakításokkal – közvilágítása is van a településnek. 1839-ben megindult a magyar nyelvű oktatás, 1845-ben pedig megnyílt az első helyi gőzfürdő is.
1848-ban hozzácsatolták Istvánmegyét, 1873-tól pedig törvényhatósági joggal ruházták fel. A 19. század utolsó harmadában fejlődésnek indult a közművesítés is. 1886-ban az augsburgi Riedinger L.A. cég gázgyárat épített, emiatt már a következő évtől, 1887-től gázzal – akkori nevén légszesszel – világították az utcákat. 1892-ben készült el a bajai telefonhálózat, 1898-ban pedig artézi kutat fúrtak a főtéren; vízvezeték- és csatornahálózata azonban még a 19. század végén sem volt a városnak.
Az első világháború után, 1918-ban szerb megszállás alá került, és az új délszláv állam igényt formált rá. Bár Trianonban Magyarországnak ítélték, a délszláv csapatok 1921. augusztus 19-ig nem ürítették ki, és néhány napra a Baranya–bajai Szerb–Magyar Köztársaság nevű szerb bábállam része lett. 1930-ban hozzácsatolták Bajaszentistván nagyközséget.
1921 és 1941 között a megcsonkított Bács-Bodrog vármegye székhelye lett. Ezt a rangot a Délvidék visszafoglalásával a korábbi megyeszékhely, Zombor visszakapta. A második világháborút követően, az 1950-es megyerendezésig ismét megyeszékhely volt.
1945 januárjában a jugoszláv állambiztonsági szervezet (OZNA) ügynökeiként tevékenykedő fegyveres partizánok foglalták el a bajai városházát és kinyilvánították Baja város Jugoszláviához tartozását. Dr. Takáts Endre, a város akkori polgármestere kénytelen volt a várost megszállva tartó szovjet hadsereg segítségét kérni, még végül a partizánok csak akkor voltak hajlandók távozni, amikor a szovjet parancsnokság megtizedeléssel fenyegette őket. 1945 január elején egy húsz tagú partizánküldöttség utazott Belgrádba és személyesen Titónál kérték Baja és térségének Jugoszláviához csatolását. Josip Broz Tito 1945 februárjában Fjodor Ivanovics Tolbuhinhoz és 3. Ukrán Front parancsnokához írt levélben jelezte, hogy Jugoszlávia a békekonferencián követelni fogja a bajai háromszög Jugoszláviához csatolását. A jugoszláv területi követelések csak 1946.május 28-án, Tito moszkvai útja során kerültek le a napirendről.
Az 1950-es megyerendezést követően megyei vonatkozású közigazgatási státuszát elveszítette. Már 2001-ben Atyánszky György országgyűlési képviselő indítványozta, hogy Baja megyei jogú városi rangot kaphasson, de akkor az országgyűlés ezt az indítványt nem fogadta el. 2022 márciusában azonban – Zsigó Róbert kezdeményezésének, majd a Semjén Zsolt által benyújtott törvénymódosításnak elfogadását követően – már igen, így 2022. május 1-jétől megyei jogú város, azonban az ezzel járó feladatokat csak a 2024-es önkormányzati választástól kezdve kell ellátnia.
2000-ben a város egyik tanyáján történt az egész országot megrázó Till Tamás-gyilkosság.

## Közélete

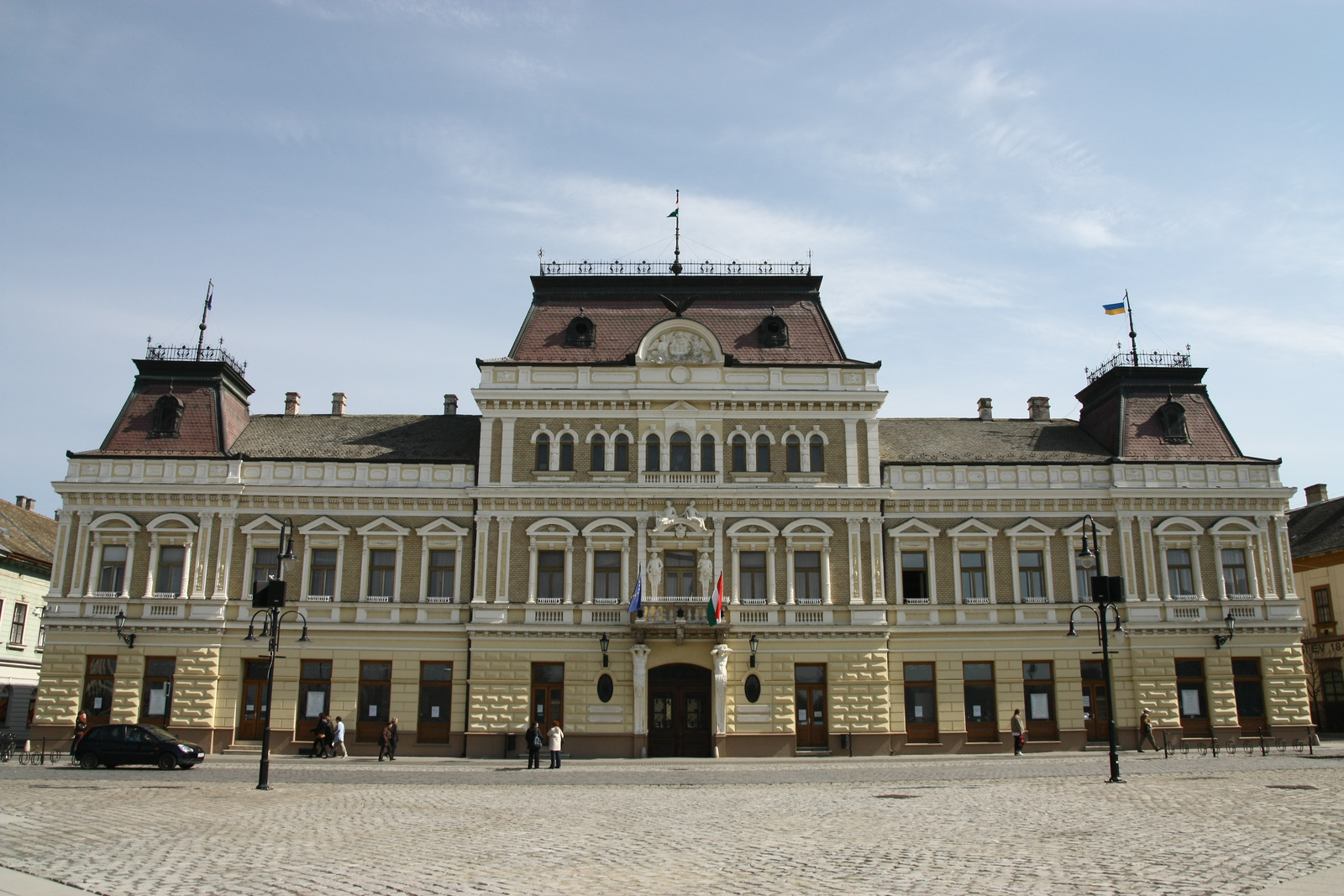
A bajai városháza (Grassalkovich-kastély)

### Polgármesterei
| Polgármester | Polgármester       | Polgármester              |
| ------------ | ------------------ | ------------------------- |
| 1990–1994    | Éber András        | MDF                       |
| 1994–1998    | Széll Péter        | MSZP                      |
| 1998–2002    | Széll Péter        | MSZP–SZDSZ                |
| 2002–2006    | Széll Péter        | MSZP–SZDSZ                |
| 2006–2010    | Dr. Révfy Zoltán   | Fidesz–KDNP               |
| 2010–2014    | Zsigó Róbert       | Fidesz–KDNP               |
| 2014–2019    | Fercsák Róbert     | Fidesz–KDNP               |
| 2019–2024    | Nyirati Klára      | Sikeres Bajáért Egyesület |
| 2024–        | dr. Bari Bernadett | Fidesz–KDNP               |

### A 2024-es önkormányzati választás eredménye
- A polgármester-választás eredménye[30]

| Jelölt neve                | Jelölő szervezet(ek) | Jelölő szervezet(ek)           | Szavazatok száma | Szavazatok aránya |
| -------------------------- | -------------------- | ------------------------------ | ---------------- | ----------------- |
| Kámánné dr. Bari Bernadett |                      | Fidesz – KDNP                  | 7584             | 47,95%            |
| Nyirati Klára              |                      | MARÉG                          | 5983             | 37,83%            |
| László Károly              |                      | Bácskaiak a Városért Egyesület | 902              | 5,70%             |
| Üveges Tibor               |                      | Mi Hazánk                      | 881              | 5,57%             |
| Garami Artúr               |                      | Független                      | 466              | 2,95%             |
| Összesen                   |                      |                                | 15 816           | 100%              |

- A képviselőtestület-választás eredménye[31]

| Párt | Párt                           | Mandátumok | Képviselő-testület | Képviselő-testület | Képviselő-testület | Képviselő-testület | Képviselő-testület | Képviselő-testület | Képviselő-testület | Képviselő-testület | Képviselő-testület | Képviselő-testület | Képviselő-testület |
| ---- | ------------------------------ | ---------- | ------------------ | ------------------ | ------------------ | ------------------ | ------------------ | ------------------ | ------------------ | ------------------ | ------------------ | ------------------ | ------------------ |
|      | Fidesz – KDNP                  | 11         |                    |                    |                    |                    |                    |                    |                    |                    |                    |                    |                    |
|      | MARÉG                          | 2          |                    |                    |                    |                    |                    |                    |                    |                    |                    |                    |                    |
|      | Mi Hazánk                      | 1          |                    |                    |                    |                    |                    |                    |                    |                    |                    |                    |                    |
|      | Bácskaiak a Városért Egyesület | 1          |                    |                    |                    |                    |                    |                    |                    |                    |                    |                    |                    |

## Demográfia
Baja népessége a 2019-es adat szerint 34 495 fő, itt él a 17 településből és 63 205 főből álló Bajai járás lakosságának kicsivel több mint 50%-a.
Baján 1000 férfira 1164 nő jut (az országos átlag 1000 férfira 1106 nő).
Baja történelme során mindig középváros volt, a legnagyobb népességét 1988-ban érte el, amely 40 497 fő volt.

### Népességváltozás
Baja népességének változása 1784-től [forrás?]:

### Etnikumok
2011-ben a város lakosságának 91%-a magyar, 5%-a német, 2%-a horvát, 2%-a egyéb (főleg cigány és szerb) nemzetiségűnek vallotta magát.
2022-ben a lakosság 87,3%-a vallotta magát magyarnak, 3,1% németnek, 1,7% horvátnak, 1,3% cigánynak, 0,4% szerbnek, 0,1-0,1% ukránnak, szlováknak és románnak, 2,8% egyéb, nem hazai nemzetiségűnek (12,4% nem nyilatkozott; a kettős identitások miatt a végösszeg nagyobb lehet 100%-nál).

### Vallási megoszlás
2011-ben vallási hovatartozás tekintetében is hasonlóan egységes a város hívő lakossága, hiszen 93%-a katolikus, 6%-a református, 1%-a meg főleg a görögkeleti, az evangélikus és a zsidó vallást mondja magáénak.
2022-ben vallásuk szerint 35,7% volt római katolikus, 3,4% református, 0,4% evangélikus, 0,2% görög katolikus, 2,6% egyéb keresztény, 1,1% egyéb katolikus, 14,3% felekezeten kívüli (41,9% nem válaszolt).

## Gazdaság

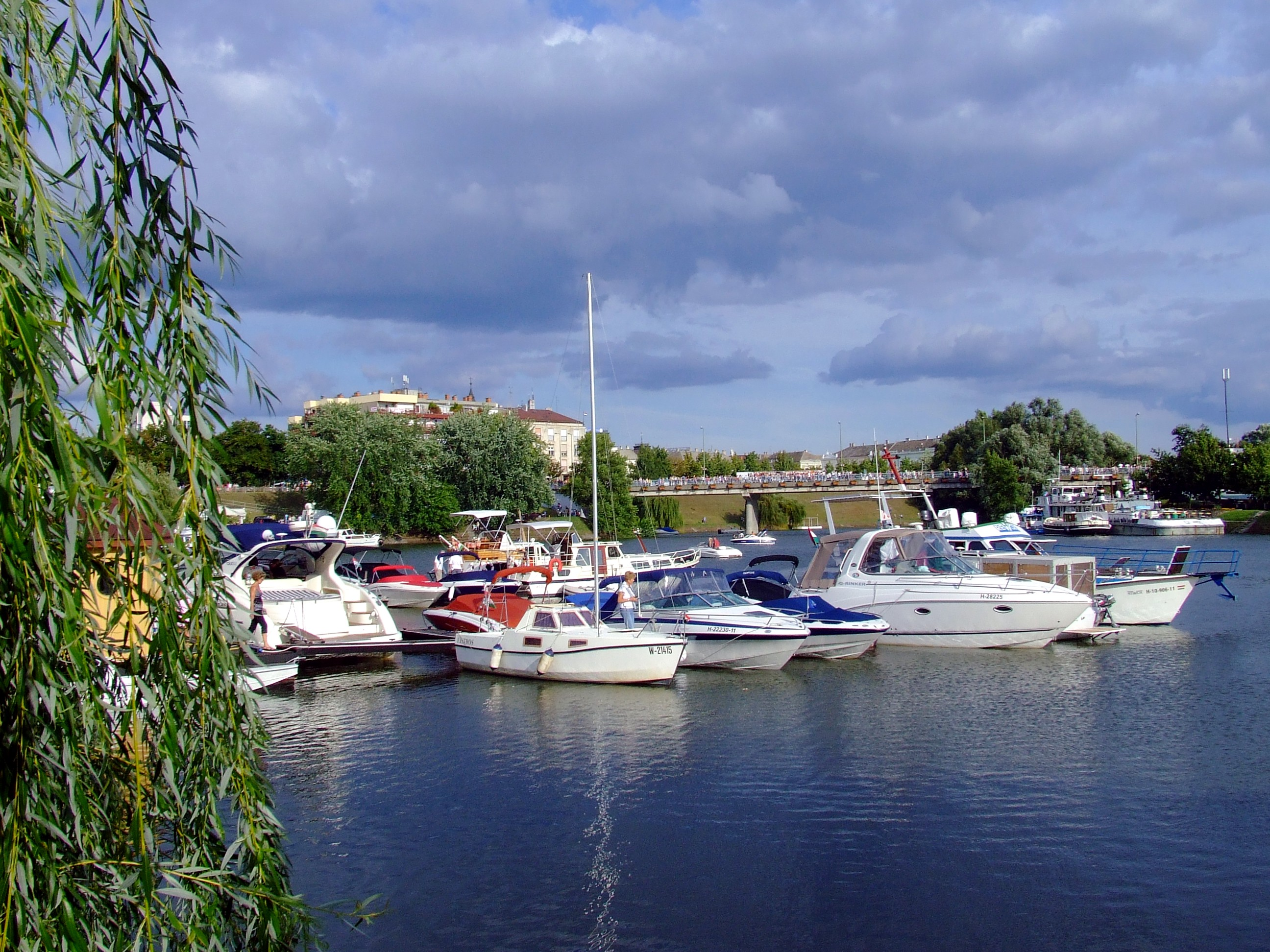
Kikötő a Sugovicán

Fontos dunai kikötő. Évszázadokig vezető szerepe volt a térségi termény-, állat- és borkereskedelemben.
Vályi András országleírásában Baja mezővárost úgy jellemezte, melynek lakói „leginkább búzával, és egyéb hazánkbéli termésekkel való kereskedésből élnek, vásárjai nevezetesek. (...) Vásárja mind a három nevezetes, és nem kevés hasznot hajt, Dunán való malmai fél órányira vagynak, fogyatkozásai ellenben hogy szántó földjeinek egy része hol homokos, hol pedig kemény, kaszállójok bő időben elég”.
Fényes Elek 1851-ben megjelent geographiai szótárában Baja népességét 15 ezer főben határozta meg. A város lakói gabonával, baranyai borokkal, sárközi tűzifával, gyapjúval, bőrrel kereskednek. A városban a komáromi fakereskedők nagy rakhellyel rendelkeznek. A kézműves mesterek közül legnagyobb számban a csizmadiák, szűcsök, bocskorosok és szűrszabók vannak.
Bár kézmű- és malomipara jelentős volt, az igazi ipari fejlődése a 19. század végén indult meg, amikor számos ipari üzem létesült itt. Megyeszékhely státuszának elvesztésével fejlődése is visszaesett, ismételt fellendülése az 1970-es évek fejlesztései nyomán kezdődött. Az 1990-es évek, a gazdasági szerkezet átalakítása kedvezőtlenül érintette, amely a mai napig érezteti hatását.
Ma is léteznek itt feldolgozóipari üzemek, főként a malomipar, bőripar, posztóipar, faipar és építőipar területén, de élelmiszeripara is jelentős.

## Közlekedés
Baja fontos közlekedési csomópont, a legdélibb dunai átkelőhely Magyarországon.

### Közút
Budapest felől az 51-es, Kecskemétről az 54-es, Szeged és Bátaszék felől pedig az 55-ös számú főúton közelíthető meg. A lakott terület tehermentesítését szolgálják az 511-es és az 551-es főutak. Az 55-ös főút Duna-hídja (Türr István híd) 1909-ben épült.
A város területét érintő mellékutak közül legfontosabb az 5501-es út, ez köti össze Bácsalmáson át Tompa és Kelebia térségével. Vaskúttal és annak délebbi szomszédaival az 5506-os út, Szeremlével az 51 144-es számú mellékút kapcsolja össze.

### Vasút
Baja vasútállomás és Baja-Dunafürdő megállóhely a Kiskunhalast Bátaszékkel összekötő egyvágányú, villamosítatlan, 154-es számú Bátaszék–Kiskunhalas-vasútvonalon érhető el. A vasútvonal igen jelentős szerepet tölt be, hiszen a Türr István híd Budapesttől délre az egyetlen vasúti híd a Duna felett. A várost kétóránként köti össze InterRégió vonat a megyeszékhely Kecskeméttel, illetve Gemenc InterRégió vonat a közép-dunántúli regionális központtal, Székesfehérvárral (és ezen keresztül Tolna vármegye székhelyével, Szekszárddal, valamint Sárbogárddal, ahol át lehet szállni a Mecsek InterCity vonatokra), valamint napi 5-6 pár személyvonat Dombóvárral, ahol át lehet szállni a Kaposvárra tartó személy- és InterCity vonatokra. A vasútállomás az autóbusz-állomástól mindössze 450 méterre, a Szegedi úti vasúti átjáró közelében található.
A Baja–Regőce-Zombor-vasútvonal és a Baja–Bezdán–Zombor-vasútvonal magyarországi szakaszainak (Baja–Gara illetve Baja–Hercegszántó) megszüntetését az 1968-as közlekedéspolitikai koncepció rendelte el. A települést régebben közvetlen vonal kötötte össze Szabadkával, ez volt a Szabadka–Baja-vasútvonal, ami jelenleg nagy részben a 154-es vasúti mező része, az eredeti pálya Bácsalmástól Csikériáig megvan, de már járhatatlan.
A vasútállomás és a Duna között ágazott volna ki belőle a tervezett, de soha meg nem épült Dunapataj–Kalocsa–Baja-vasútvonal.

### Hajózás
A Bajai Országos Közforgalmú Kikötő Magyarország második legjelentősebb kikötője a Duna-Majna-Rajna víziút-rendszeren. A kikötő a Duna bal partján, az 1479+140 és az 1480+900 folyamkilométer között található.

### Helyi tömegközlekedés
Baja helyi tömegközlekedését 2019-től a Volánbusz látja el. A helyi autóbuszvonalak mindegyike a városközpont mellett fekvő Déri Frigyes sétányon kialakított autóbusz-végállomásról indul. 2022-től a helyi járat díjmentes.

## Kultúra

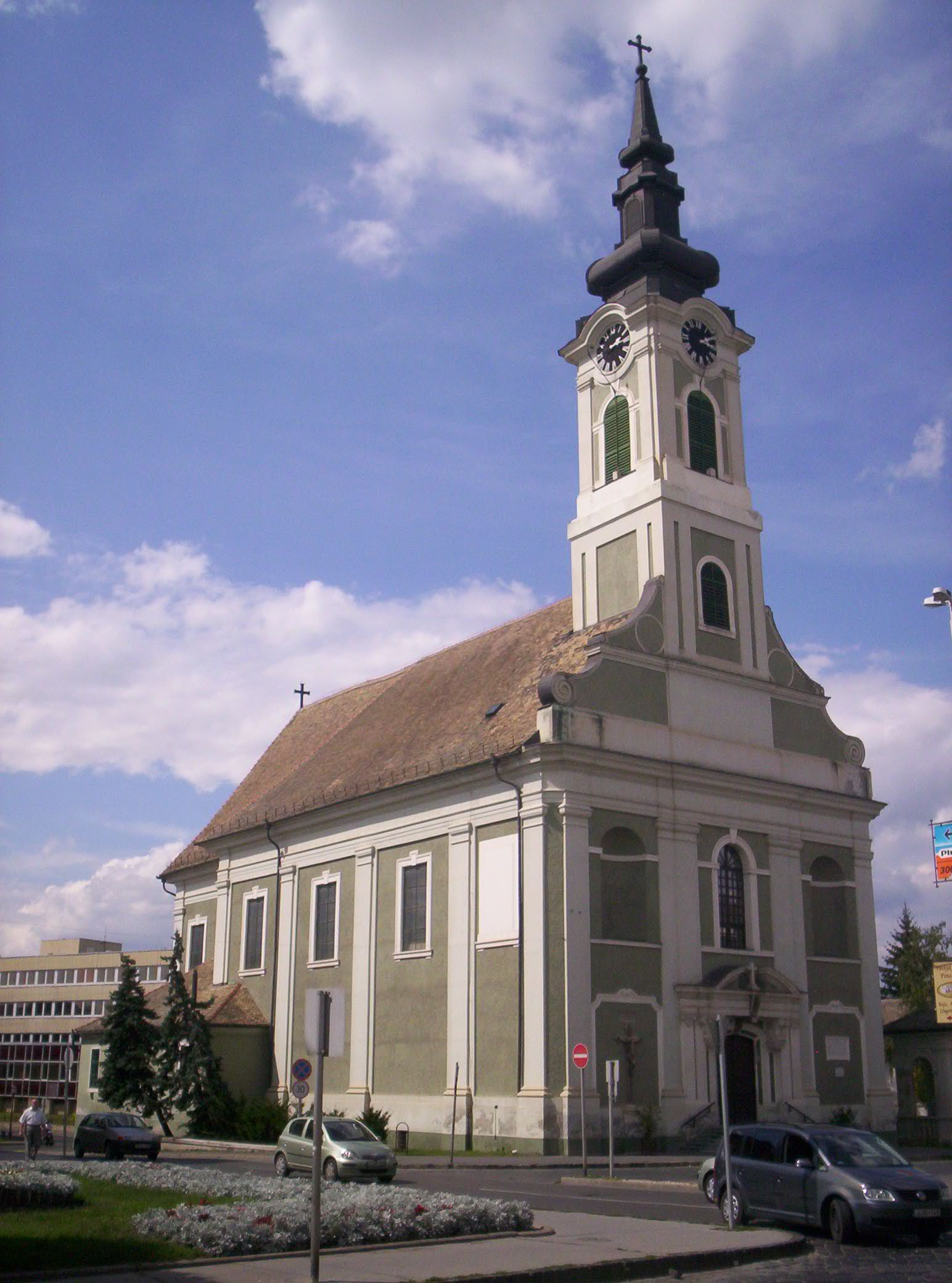
A Belvárosi Szent Péter és Szent Pál-templom

1946–53 között itt működött a Rudnay-művésztelep a Vojnich-kúriában (ma: Nagy István képtár). A művésztelep működésében Rudnay Gyulát három művésztanár P. Bak János, Kun István és B. Mikli Ferenc segítette.
1968 óta a Duna menti Folklórfesztivál egyik helyszíne.

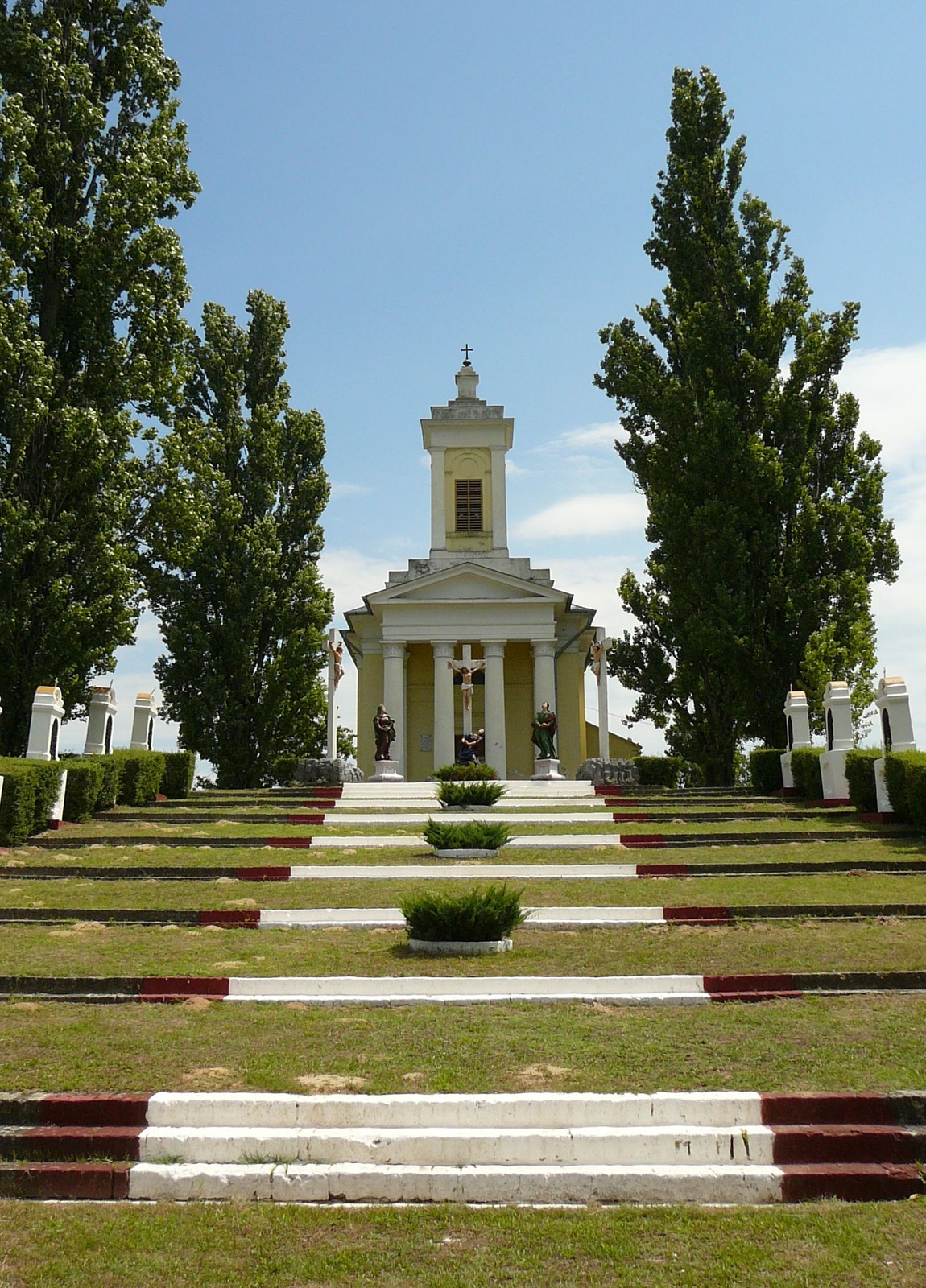
Kálvária-kápolna

1996 óta minden év július második szombatján rendezik meg a Bajai Népünnepély – Bajai Halfőző Fesztivál nevű hagyományőrző programot, amelyen több ezren főzik a híres bajai halászlét. Az elmúlt években ez a program négy napos fesztivállá bővült.
Itt telepedett le 1813-ban a csárdás atyjának is nevezett hegedűművész és zeneszerző, Rózsavölgyi Márk. 1985-ben alakult a Gemenc Táncegyüttes. Azóta a város néptáncos életét más tánccsoportok is színesítik, mint a Lippangós Tánccsoport vagy a Sugovica Tánckör.
A város zenei életét két lelkes amatőr kórus is gazdagítja: a Liszt Ferenc Kórus, az Ad Libitum Kórus és számos tamburazenekar is, illetve minden év tavaszán a város iskolái megrendezik az Éneklő ifjúság kórustalálkozót, valamint a III. Béla Gimnázium Bélás zenedélutánt, ahol az iskola diákjai mutathatják meg tehetségüket.
A belváros két templomában, a Belvárosi Szent Péter és Szent Pál-templomban, illetve a barátok templomaként ismert Páduai Szent Antal-templomban évente 8 alkalommal rendeznek orgonahangversenyeket, a Belvárosi Orgonaesték sorozatban. Ennek az 1998-ban alapított fesztiválnak a szervezője és művészeti szerkesztője dr. Kosóczki Tamás orgonaművész, a Belvárosi templom orgonistája.

## Oktatás

### Általános iskolák
- Bajai Eötvös József Általános Iskola
- Bajai Szentistváni Általános Iskola
- Magyarországi Németek Általános Művelődési Központja
- Sugovica ÁMK és Sportiskola
- Szent Balázs Katolikus Általános Iskola és Óvoda
- Szent László Általános Iskola
- Szent László ÁMK Lukin László Ének-zenei Általános Iskolája

### Középiskolák
- Bajai SZC Bányai Júlia Technikum és Szakképző Iskola
- Bajai SZC Jelky András Technikum és Szakképző Iskola
- Bajai SZC Türr István Technikum
- Bajai III. Béla Gimnázium
- Déli ASzC Bereczki Máté Mezőgazdasági és Élelmiszeripari Technikum, Szakképző Iskola
- Magyarországi Németek Általános Művelődési Központja
- Szent László Általános Művelődési Központ

### Felsőoktatás
- Eötvös József Főiskola
- Nemzeti Közszolgálati Egyetem

## Nevezetességek

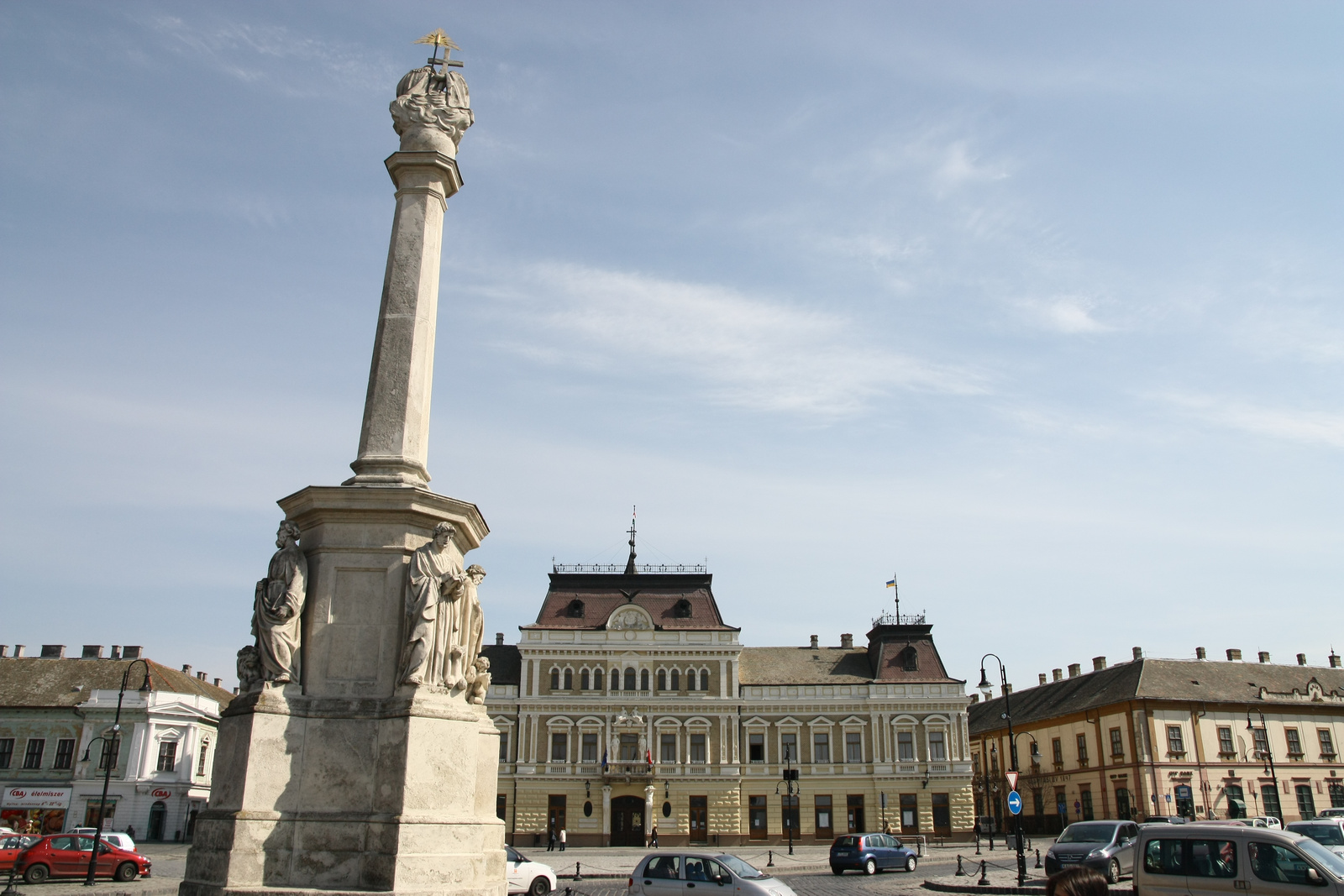
A Szentháromság tér, előtérben a Szentháromság-szoborral, háttérben a városházával

- A Szentháromság tér a Sugovica folyóval, a Városházával és a Szentháromság-szoborral
- Városháza
- Türr István Múzeum: Észak-Bácska, az egykori Bács-Bodrog vármegye északi részének tájmúzeuma, elsősorban e terület muzeális értékeit gyűjti, dolgozza fel és mutatja be a látogatóknak.[41]
- Nagy István Képtár
- Kálvária-kápolna
- Bajai zsinagóga: A Városi Könyvtár a város egyik legszebb műemlék épülete, az 1845-ben épült késő klasszicista zsinagógában, valamint a mellette lévő egykori zsidó óvoda-iskolában működik. Az eredeti állapotra a ’80-as évek eleji felújításkor kiemelt figyelmet fordítottak, így a belső tér-és a kettős galériarendszer is megmaradt régi formájában. A Zsinagóga beépített rituális tárgyait, például az előcsarnok kézmosóját, a díszes perselyt, a mizrah-emelvényt mellvédrácsozatával együtt, valamint a tóraszekrényt is gondosan helyreállították. A frigyszekrényben néhány eredeti kegytárgyat is őriznek, pl. tóra-tekercseket, hanuka-gyertyatartót, imakönyveket.[42]
- Éber Emlékház – Galéria
- Bunyevác Tájház
- Bagolyvár- Miskolczy Ferenc emlékház: Baja szívében, a Szentháromság tér alatt, a Sugovica – magas-parton áll az 1930-as évektől Bagolyvárként közismert bauhaus épület, mely egykor Miskolczy Ferenc (1899–1994) festőművész otthonaként szolgált. A kiállítóhely az 1920–1990 közötti időszak baja várostörténeti, művészettörténeti korszakainak helyi sajátosságait, a Bácska polgárváros hétköznapjait mutatja be.[41]
- Bácskai Kultúrpalota
- Deák Ferenc Zsilip – Zsilipmúzeum

### Templomok
- Gyümölcsoltó Boldogasszony görögkeleti plébániatemplom [43]
- Szent Szív-plébániatemplom [44]
- Szent István-plébániatemplom [45]
- Józsefvárosi plébániatemplom [46]
- Baptista templom [47]
- Evangélikus templom [48]
- Református templom [49]
- Szent György görögkeleti temetőkápolna [50]
- Nepomuki Szent János-kápolna

### Szobrok
- Vodica- Máriakert [51]
- II. János Pál pápa mellszobra [52]
- III. Béla király szobra
- Petőfi-szobor
- Szent István szobra
- Neptun-szobor
- Mészáros Lázár szobra
- Wass Albert szobra
- Nagy István festő szobra
- Szentháromság-szobor [53]
- Türr István-mellszobor
- Tóth Kálmán szobra
- Déri Frigyes mellszobra
- Hüvelyk Matyi-szobor (Telcs Ede alkotása)
- Jelky András szobra
- Gábor Áron rézágyú [54]
- Tapintható „láthatatlan” – vakok és gyengénlátók tájékozódását segítő – alkotás [55]

### Természeti értékek
Baja határában – a Duna túlpartján – terül el a vadregényes Gemenci erdő. A terület a Duna-Dráva Nemzeti Park része, azaz természetvédelmi oltalom alatt áll. Európa legnagyobb ártéri erdeje egyedülálló értékekkel, gazdag növényvilággal, változatos és különleges állatállománnyal büszkélkedhet. Itt fészkel például a ritka fekete gólya.
A páratlan fekvésű város és környéke valósággal hívogat a természetbe, az ott eltöltendő szabadidős programokra: erdei sétákat, kerékpártúrákat lehet tenni, a számos vízfelület pedig valódi horgászparadicsom. Nyáron a Duna, valamint a Baja belvárosában kanyargó Sugovica csábít vízi sportok élvezetére, evezésre, kajakozásra, úszásra és napfürdőzésre.

## Sportolási és szabadtéri szórakozási lehetőségek
- Türr István emlékmű
- Halászati Miniskanzen
- Pandúr Ökopark
- Strand
- Városnéző kisvonat
- Kerékpár kölcsönzés
- Kajak- és kenu kölcsönzés
- Motoros csónaktúra a Koppány-sziget körül
- Sárkányhajó

### Bajához kötődő, ismertebb sportolók
- Hosszú Katinka (úszás, háromszoros olimpiai bajnok 2016, világbajnok 2009, 2013, 2017)
- Kalmár Ákos (úszás, magyar bajnok)
- Koch Renáta (duatlon-triatlon, világbajnok 2004, többszörös Európa-bajnok),
- Bajai Péter (triatlon, Európa-bajnok)
- Csábi Bettina (1977) ökölvívó
- Földes Vilmos(wd) (pool biliárd, junior világ- és Európa-bajnok, Pool Masters résztvevő)
- Varga Tamás (evezés, világbajnok 2005)
- Vizin László (többszörös bajnok raliversenyző, a Magyar Nemzeti Autósport Szövetség elnökségi tagja)
- Vereczkei Zsolt (3-szoros aranyérmes paralimpikon úszó: Barcelona 1992, Atlanta 1996, Sydney 2000)
- Hosszú István (kosárlabda, magyar válogatott játékos)
- Hangya Szilveszter (labdarúgó, magyar válogatott játékos)
- Volentér László (VB második helyezett és hatszoros EB nyertes motorcsónak versenyző)

Baján sportoltak még:
- Pósta Sándor olimpiai bajnok vívó (1924, Párizs)
- Mamusich Tibor (1911–1999) négyszeres Európa-bajnok evezős
- Disztl Péter (a magyar labdarúgó válogatott volt kapusa), Bognár György (50-szeres válogatott, a magyar labdarúgó válogatott volt játékosa) és Disztl László (labdarúgó és edző)

## Neves személyek
| - Albert Andor (1876–1940) szobrászművész - Alpár Sándor(1892–1943) festő, grafikus - Atanackovics Bogoboj (szerbül Bogoboj Atanacković, 1826–1858) ügyvéd, szerb író - B. Mikli Ferenc (1921–2013) Munkácsy Mihály-díjas festő - Bajai Ernő (1921–1993) újságíró, rejtvényszerkesztő - Bajai Jenő (1914–1996) mezőgazdasági mérnök - Balassa József (1864–1945) nyelvész, tanár - Bartos Endre (1930–2006) festő, szobrász - Báldy Bálint (1896–1971) mezőgazdász - Bayer József (1851–1919) színháztörténész, az MTA tagja - Beck Károly (1818–1879) költő - Beck Vilmos festőművész - Bednár József kalocsa-főmegyei áldozópap (1837–1880) - Bende Imre (1824–1911) nyitrai püspök - Bognár György (1961) válogatott labdarúgó, edző - Bogdanović Lukijan (1867–1913) szerb pátriárka - Bokor Malvin (1890–1950) író - Bornemissza György (1924–2014) entomológus, ökológus Ausztráliában - Bruszt Pál (1906–1979) fogorvos - Czinege D. Domonkos (1999-) újságíró, szerkesztő - Csapláros István (1910–1994) irodalomtörténész, egyetemi tanár, a lengyel–magyar kapcsolatok kiemelkedő kutatója - Cserba Elemér (1876–1936) Rákospalota polgármestere - Csermák Mihály (1863–1915) honvéd ezredes, az „uzsoki hős” - Csefkó Gyula (1878–1954) nyelvész - Dávid Ibolya (1954) jogász, politikus - Dezső Alajos (1888–1964) karikaturista - Disztl László (1962) válogatott labdarúgó, edző - Disztl Péter (1960) válogatott labdarúgó - Donáth Gyula (1849–1944) orvos - Dömötör Pál (1844–1920) költő, műfordító, ügyvéd - Drescher Pál (1889–1957) költő, műfordító, könyvtörténész - Éber Anna (1905–2002) festőművész, rajztanár - ifj. Éber Sándor (1909–1985) festőművész - Ehrenberg József (1729–?) magyar katolikus pap, komáromi alesperes, vértestolnai és környei plébános. - Erdélyi Gyula (1848–1937) városi főjegyző - Ernst Jenő (1895–1981) orvos, biofizikus, az MTA tagja - Erődi Dániel József (1844–1893) költő, pap, tanár - Ferenczy József (1855–1928) irodalomtörténész - Fialla Lajos (1831–1911) orvos, egyetemi tanár Bukarestben - Girk György (1793–1868) pécsi püspök - Hajnóczi Gyula (1920–1996) építész, régész, Kossuth-díjas - Hirmann Ferenc (1855–1939) ércöntő gyáriparos, az Országos Iparegyesület alelnöke, országgyűlési pótképviselő - Horváth László Attila (1963–) színész - Ijjas József (1901–1989) kalocsai érsek - Jánossy Dénes (1891–1966) levéltáros, történész, az MTA levelező tagja - Radovan Jelašić (1968), a Szerb Nemzeti Bank (NBS) elnöke volt - Jelky András (1738–1783) világjáró utazó - Karig Sára műfordító, tanár, irodalmi szerkesztő - Ketten Henrik (1848–1883) zongoraművész, zeneszerző - Kliegl József (1795–1870) feltaláló - Kohn Sámuel főrabbi, történész - Kolti Helga (1965–) színésznő, színházigazgató - Komor István (1926–1974) rendező, színházigazgató - Kosóczki Tamás orgonaművész-tanár - Latinovits Gábor (1825–1897) prépostkanonok és címzetes püspök, országgyűlési képviselő - Lukin László (1926–2004) tanár, karnagy, zenei műfordító - Lülley Emmánuel (1807–1895) magyar és amerikai szabadságharcos - Magyary Pál (1857 – Temesvár, 1937.) magyar történész, műfordító, egyházi író. - Major Máté (1904–1986) építész, az MTA tagja - Maruzsi László (1953. április 24) autóversenyző, labdarúgó-játékvezető, feltaláló - Melles Béla (1891–1939) hegedűművész, az Operaház hangversenymestere, a Zeneakadémia tanára - Meskó Zoltán (1883–1959) politikus, a Nyilaskeresztes Párt alapítója - Mészáros Lázár (1796–1858) honvéd tábornok, hadügyminiszter, az MTA levelező tagja - Mikosevics Kanut (1860–1916) jogász, ügyvéd, Bács-Bodrog vármegye főügyésze, országgyűlési képviselő, szegedi királyi közjegyző. - Teodosije Mraović (1815–1889) belgrádi szerb metropolita - Miskolczy Dezső (1894–1978) orvos, az elmekórtan világhírű kutatója, az MTA tagja - Obádovics J. Gyula (1927-) matematikus, a matematika tudományok kandidátusa - Jovan Pačić (1771–1849) magyarországi szerb festő, költő - Teodosije Pavlović (1815–1889) belgrádi szerb metropolita - Petrovics Demeter (1799–1854) szobrász - Mita Popović (1841–1888) magyarországi szerb költő, író - Raics István (1912–1986) József Attila-díjas költő, műfordító, író, zenekritikus, zongoraművész - Ribár Éva (1943–2007) színésznő - Rózsavölgyi Gyula (1822–1861) zeneműkiadó alapítója - Sallai István (1911–1979) tanító, könyvtáros, könyvtártudós - Sándor Emma (1863–1958) zeneszerző, műfordító, Kodály Zoltán felesége - Schulhof Lipót (1847–1921) csillagász, az MTA levelező tagja - Szabó Áron 1984- ötvös-, érem-és szobrászművész, művésztanár - Szabó Péter Gábor (1974) matematikus, matematikatörténész - Széchenyi Lenke (1936–1993) textilművész - Szilágyi György (1833–1921, Rusze, Bulgária) szabadságharcos, gyógyszerész - Szulik József (1841–1890)prépost, költő - Telcs Ede (1872–1948) szobrászművész - Tóth Kálmán (1831–1881) költő, író, az MTA levelező tagja - Türr István (1825–1908) szabadságharcos, olasz királyi altábornagy - Udvardi Erzsébet (1929–2013) Kossuth-díjas festőművész - Joakim Vujić (1772–1847) szerb író, fordító, a szerb színjátszás atyja |

| - Allaga Imre (1813–1893) kormánybiztos, országgyűlési képviselő - Allaga Géza zeneszerző, cimbalomművész - Bajnai Gordon, üzletember, miniszterelnök - Bellosics Bálint néprajzkutató, tanár - Borbíró Ferenc (1879–1962), Baja polgármestere 1915 és 1918, valamint 1921 és 1937 között - id. Éber Sándor festőművész - Grauaug Ármin, a szegények orvosa (1893–1945) - Harmath Ica, grafikusművész - Harmath István, szobrászművész - Jászberényi Matild, textilművész - Kántor József, textilművész - Klossy Irén, grafikusművész - dr. Kőhegyi Mihály (1934–2001) régész, múzeumigazgató - Krúdy Ferenc magyar agrárpolitikus (itt volt főispán 1922–1923 között) - Miskolczy Ferenc (1899–1994) grafikus és festőművész - Nagy István festő - Ottmár Attila, művészeti vezető - Papp Dóra, író - Pethő Attila, igazgató, zongorakísérő - Sipos Loránd, grafikus - dr. Solymos Ede (1926–2008) néprajzkutató, múzeumigazgató - Tajdina József (1937–2009) plébános - Takáts Endre polgármester és kerületi kormányzó 1944 és 1945 között - Tánczos Gábor (1928–1979) tanár, politikus - Tényi Anett színésznő, humorista - dr. Újpétery Elemér (1911–2001) diplomata - Weinträger Adolf (1927–1987) festőművész, tanár |

## Testvérvárosok
- Zombor, Szerbia
- Szabadka, Szerbia
- Hódmezővásárhely, Magyarország
- Marosvásárhely, Románia
- Erdőszentgyörgy, Románia
- Waiblingen, Németország
- Argentan, Franciaország
- Thisted, Dánia
- Labin, Horvátország
- Biograd na Moru, Horvátország

## A település a művészetekben
- Hevesi Lajos írt regényt Baja világutazó fiáról Jelky András kalandjai címmel.[58]
- Jókai Mór Az arany ember című regényében is szerepel a város.
- Baja az egyik, kisebb jelentőségű helyszín Kondor Vilmos magyar író Budapest novemberben című bűnügyi regényében, itt nőtt fel a főhős nevelt lánya, akinek felkutatása a cselekmény egyik fő célja.
- Kosztolányi Dezső Aranysárkány című regényéből készült film külső jeleneteit Baján forgatták.